# Adam Randell
Adam Fletcher Randell (Plymouth, 1º ottobre 2000) è un calciatore inglese, centrocampista del Plymouth.

## Carriera
Randell è cresciuto nel settore giovanile del Plymouth ed ha debuttato in prima squadra il 13 novembre 2018 nell'incontro di Football League Trophy perso 2-0 contro il Newport County. Il 18 giugno 2019 ha firmato il suo primo contratto professionistico.
Nell'ottobre del 2020 è stato ceduto in prestito per un mese al Torquay Utd in National League, trasferimento poi prolungato prima fino a gennaio e poi fino al termine della stagione in seguito alle buone prestazioni che gli sono valse il riconoscimento di miglior giovane calciatore del club per la stagione appena conclusa.
Nel 2021, dopo aver rinnovato il contratto, ha fatto ritorno al Plymouth dove ha iniziato a giocare con maggior frequenza, trovando anche la sua prima rete il 15 gennaio 2022 contro lo Sheffield Weds. A partire dalla stagione 2022-2023 si è imposto stabilmente come titolare nel centrocampo del club biancoverde.

## Statistiche

### Presenze e reti nei club
Statistiche aggiornate al 23 ottobre 2024.
| Stagione        | Squadra         | Campionato      | Campionato | Campionato | Coppe nazionali | Coppe nazionali | Coppe nazionali | Coppe continentali | Coppe continentali | Coppe continentali | Altre coppe | Altre coppe | Altre coppe | Totale | Totale | Totale |
| Stagione        | Squadra         | Comp            | Pres       | Reti       | Comp            | Pres            | Reti            | Comp               | Pres               | Reti               | Comp        | Pres        | Reti        | Pres   | Reti   |        |
| --------------- | --------------- | --------------- | ---------- | ---------- | --------------- | --------------- | --------------- | ------------------ | ------------------ | ------------------ | ----------- | ----------- | ----------- | ------ | ------ | ------ |
| 2018-2019       | Plymouth        | FL1             | 0          | 0          | FACup+CdL       | 0               | 0               | -                  | -                  | -                  | FLT         | 1           | 0           | 1      | 0      |        |
| 2019-2020       | Plymouth        | FL2             | 4          | 0          | FACup+CdL       | 0               | 0               | -                  | -                  | -                  | FLT         | 0           | 0           | 4      | 0      |        |
| set. 2020       | Plymouth        | FL1             | 0          | 0          | FACup+CdL       | 0               | 0               | -                  | -                  | -                  | FLT         | 1           | 0           | 1      | 0      |        |
| 2020-2021       | Torquay Utd     | NAT             | 44         | 2          | FACup           | 2               | 0               | -                  | -                  | -                  | FAT         | 4           | 1           | 50     | 3      |        |
| 2021-2022       | Plymouth        | FL1             | 24         | 1          | FACup+CdL       | 3+2             | 0               | -                  | -                  | -                  | FLT         | 2           | 0           | 31     | 1      |        |
| 2022-2023       | Plymouth        | FL1             | 33         | 3          | FACup+CdL       | 1+1             | 1+0             | -                  | -                  | -                  | FLT         | 5           | 0           | 40     | 4      |        |
| 2023-2024       | Plymouth        | FLC             | 45         | 3          | FACup+CdL       | 3+1             | 1+0             | -                  | -                  | -                  | -           | -           | -           | 49     | 4      |        |
| 2024-2025       | Plymouth        | FLC             | 10         | 0          | FACup+CdL       | 0+2             | 0               | -                  | -                  | -                  | -           | -           | -           | 12     | 0      |        |
| Totale carriera | Totale carriera | Totale carriera | 160        | 9          |                 | 15              | 2               |                    | -                  | -                  |             | 13          | 1           | 188    | 12     |        |

## Palmarès

### Club

#### Competizioni nazionali
- Football League One: 1

Plymouth: 2022-2023